# Breguet Atlantic

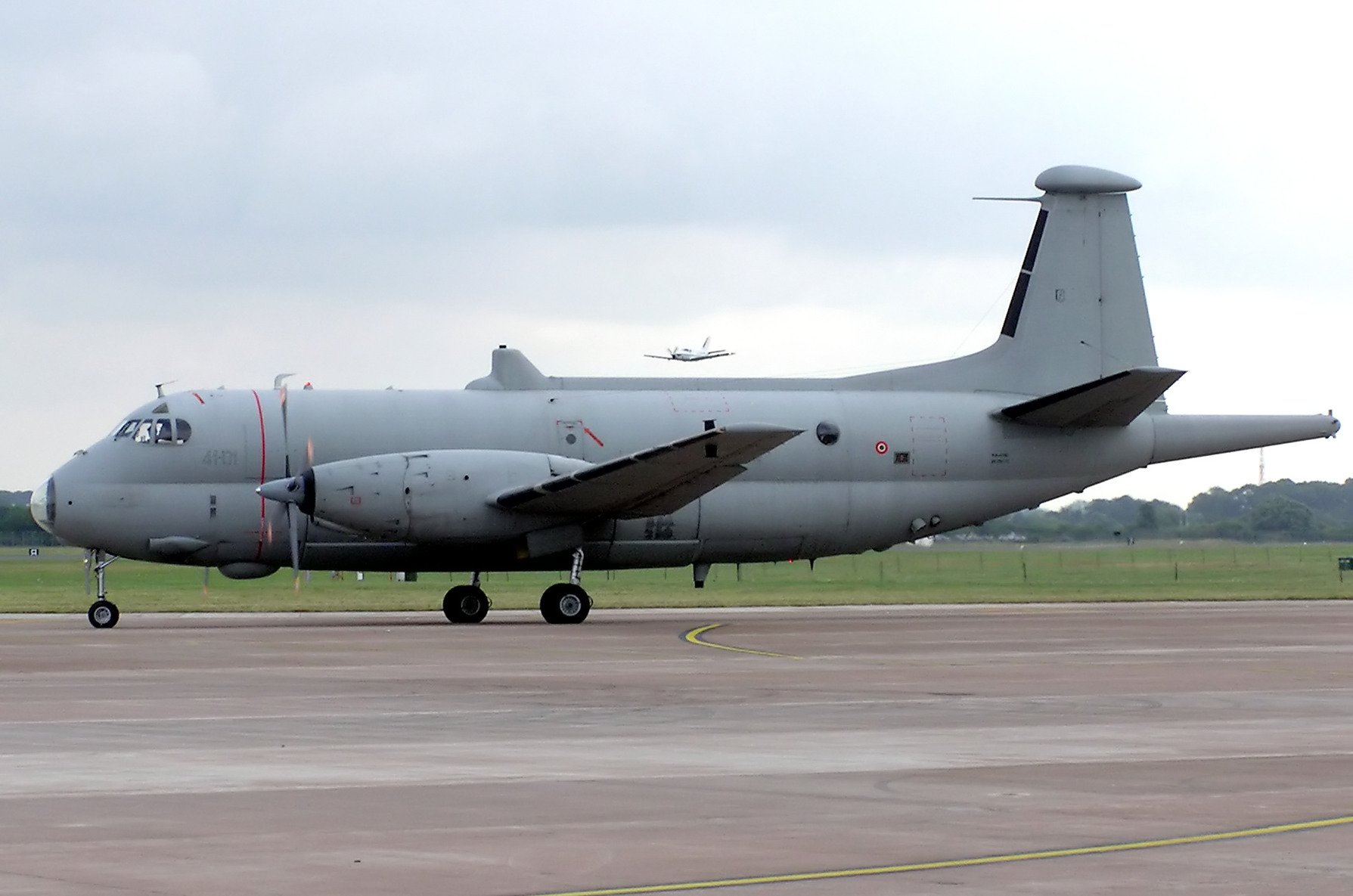
Een Italiaanse Atlantic

De Breguet Br.1150 Atlantic is een lange-afstand maritiem patrouillevliegtuig, ontworpen en geproduceerd door de Franse vliegtuigbouwer Breguet Aviation.

## Bouw en ontwerp
De Atlantic was lange tijd het enige vliegtuig dat specifiek voor maritieme patrouilletaken was ontworpen (de Amerikaanse P-3 Orion en de Britse Nimrod zijn gebaseerd op civiele vliegtuigen). Het prototype van de Atlantic vloog al in 1961. Een Europees consortium, waarvan ook Fokker deel uitmaakte, bouwde onderdelen voor het vliegtuig eind jaren zestig.
Het vliegtuig wordt gekenmerkt door een dubbele romp. De bovenkant bevat de bemanningsruimte, de onderkant een ruim voor onderzeebootbestrijdingswapens en met voorzieningen voor het afwerpen van reddingsmateriaal en sonoboeien. Het toestel heeft een intrekbare CSF radar, MAD boom en een ECM pod voor elektronische tegenmaatregelen.

## Gebruikers
De Atlantic werd aangeschaft door Frankrijk, Duitsland, Italië en Nederland en werd later ook verkocht aan Pakistan.
De Atlantic was van 1969-2006 in gebruik bij de Duitse marine en bij de Nederlandse Koninklijke Marine van 1969-1985 en is nog in gebruik bij de Franse en de Pakistaanse marine en de Italiaanse luchtmacht.

### Atlantic in Nederlandse dienst
De Nederlandse regering besloot in 1968 negen vliegtuigen te kopen ter vervanging van het vliegdekschip Karel Doorman. De order had een waarde van 185 miljoen gulden. Een optie op zes andere toestellen is nooit gelicht. Het eerste vliegtuig werd in juni 1969 geleverd. Alle vliegtuigen maakten deel uit van het 321 squadron van de Marine Luchtvaartdienst (MLD) en waren gestationeerd op Vliegkamp Valkenburg. In Nederlandse dienst hadden de vliegtuigen de type-aanduiding SP-13A. Ze kregen registratienummers van 250 t/m 258.
Operationeel voldeden de toestellen, maar de betrouwbaarheid liet ze weleens in de steek. In de loop der jaren zijn drie Nederlandse en zes Duitse toestellen verongelukt. In januari 1981 kregen de toestellen een tijdelijk vliegverbod.
De defensienota 1974 voorzag in een totaal van 21 maritieme patrouillevliegtuigen. Naast de (toen nog) acht Atlantics zouden nog 13 nieuwe vliegtuigen worden aangeschaft voor de verouderde Lockheed Neptunes. De verbeterde Atlantic-2 of NG (Nouvelle Generation) is hiervoor een serieuze kandidaat geweest, maar in 1978 besloot men de Lockheed P-3 Orion aan te schaffen.
Uiteindelijk bleek het streven van 21 vliegtuigen financieel niet haalbaar. In 1985 werden de (inmiddels zes) Atlantics uit dienst gesteld en terugverkocht aan Frankrijk voor 59 miljoen gulden. Nog even is overwogen twee extra Orions aan te schaffen, maar daar is van afgezien. De vliegtuigen zijn in het eerste halfjaar 1986 aan Frankrijk overgedragen.

## Ongevallen met Nederlandse Atlantics
- Nog geen drie jaar na de introductie van het vliegtuig raakte nummer 257 betrokken bij een ongeval bij een testvlucht. Door een defect aan het hoogteroer moest een noodlanding worden gemaakt voor de kust van Wassenaar.[3] Alle 14 bemanningsleden konden veilig het vliegtuig verlaten. De Atlantic werd naar de marinehaven van Den Helder gesleept en uiteindelijk verkocht aan een schroothandelaar. Een onderzoekscommissie stelde voor het besturingssysteem van een back-up te voorzien, maar dit was te duur en is nooit uitgevoerd.[3]
- Op 14 september 1978 maakte nummer 253 een noodlanding in Ierse Zee na een ontploffing raakte de stuurboordmotor in brand en viel uit. De bemanning probeerde nog op een motor naar Machrihanish aan de Schotse westkust te vliegen, maar bereikte de bestemming niet en maakte een noodlanding op zee. De 14 koppige bemanning kon zich in veiligheid brengen.
- Op 15 januari 1981 maakte nummer 255 een noodlanding in de Atlantische oceaan, 100 mijl noord van Ierland, na problemen met het hoogteroer.[4] Het toestel maakte een veilige noodlanding, maar desondanks verdronken drie van de 12 bemanningsleden omdat zij de reddingsvlotten niet konden bereiken. Als een gevolg van dit vliegongeval werden op 15 januari 1981 alle vliegtuigen van dit type van de MLD aan de grond gehouden tot de problemen waren uitgezocht en opgelost. Het duurde bijna een jaar voordat de toestellen weer vlogen.

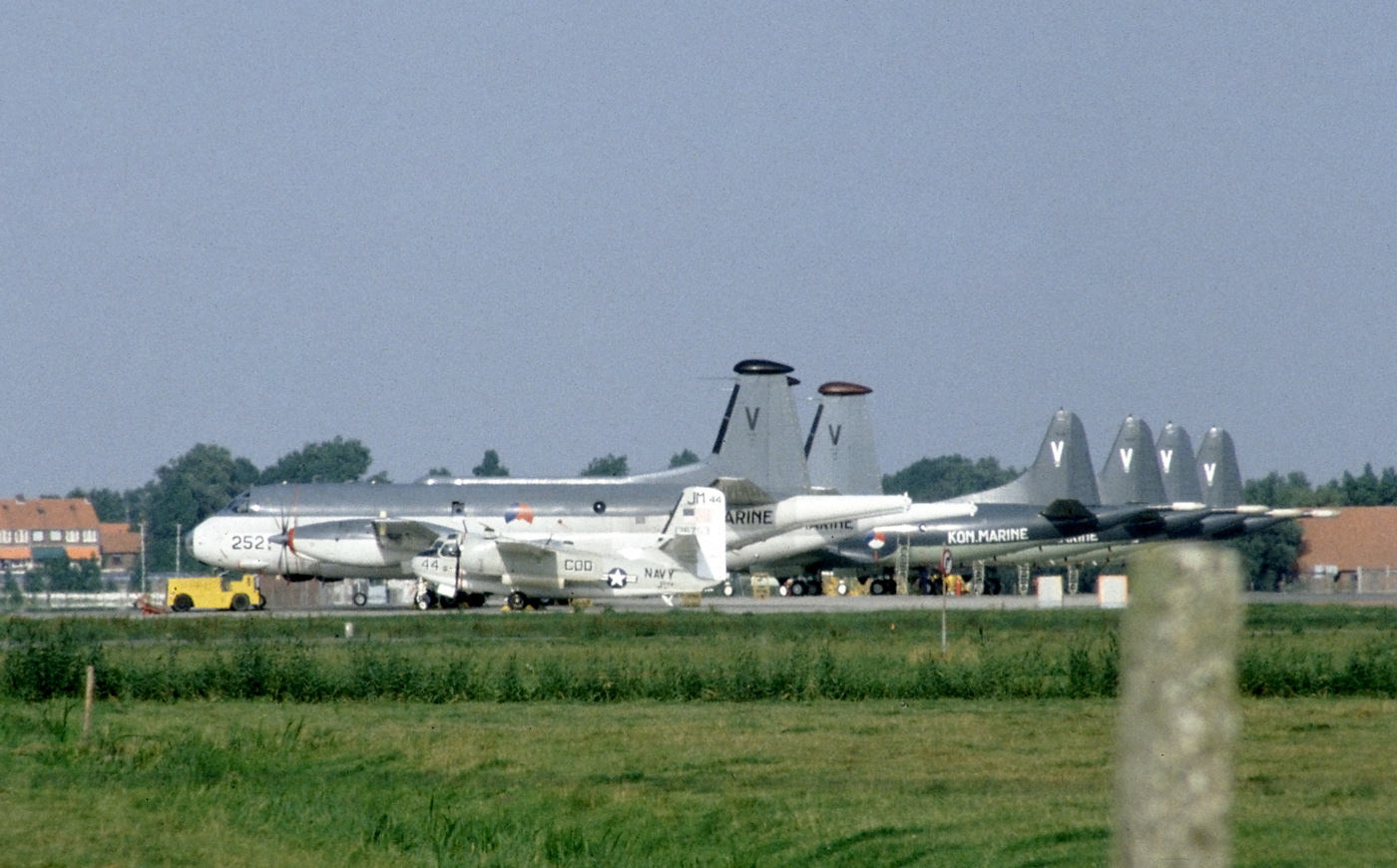
Breguet Atlantics opgesteld op vliegkamp Valkenburg
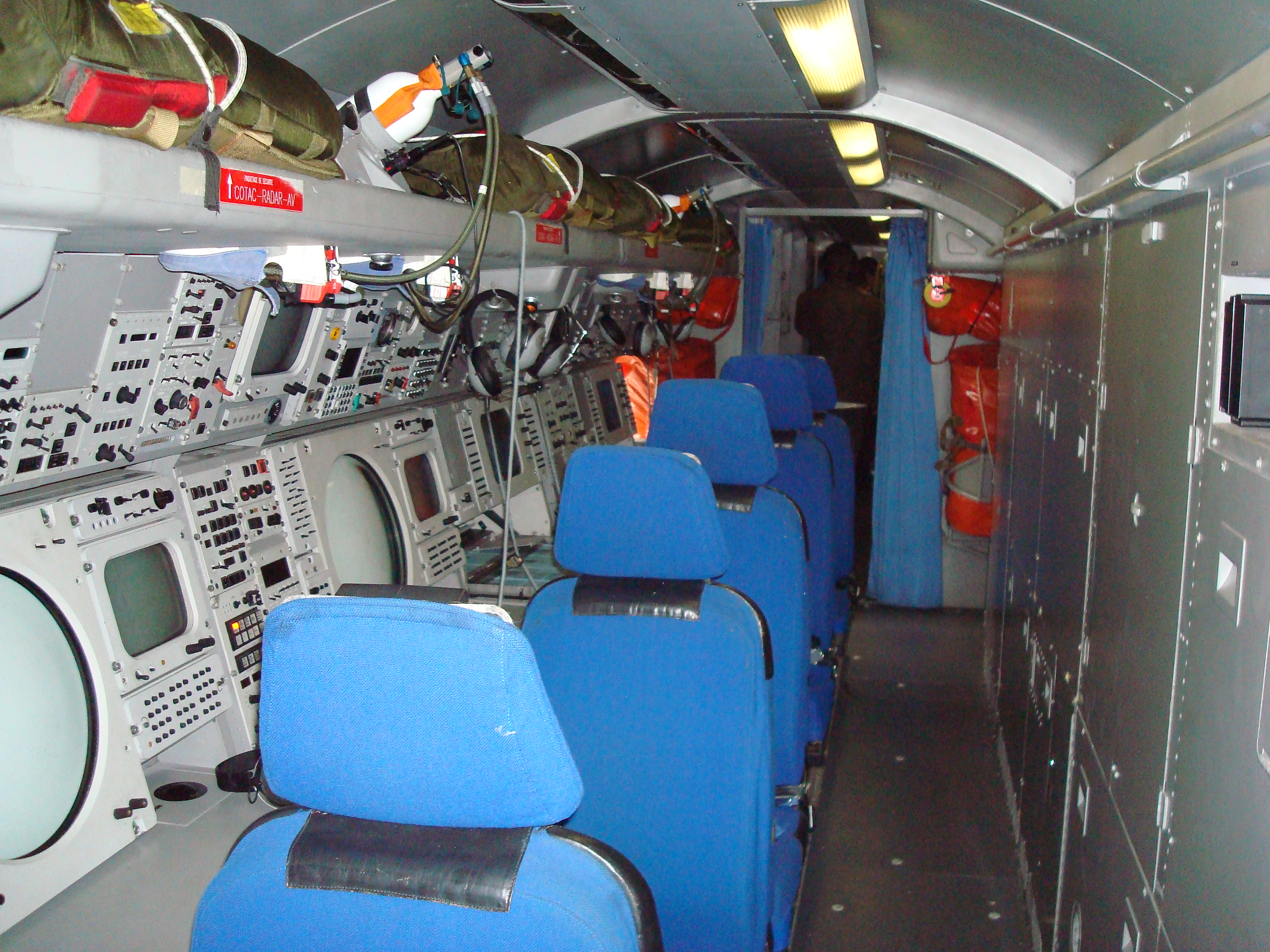
Interieur voor onderzeebootbestrijding
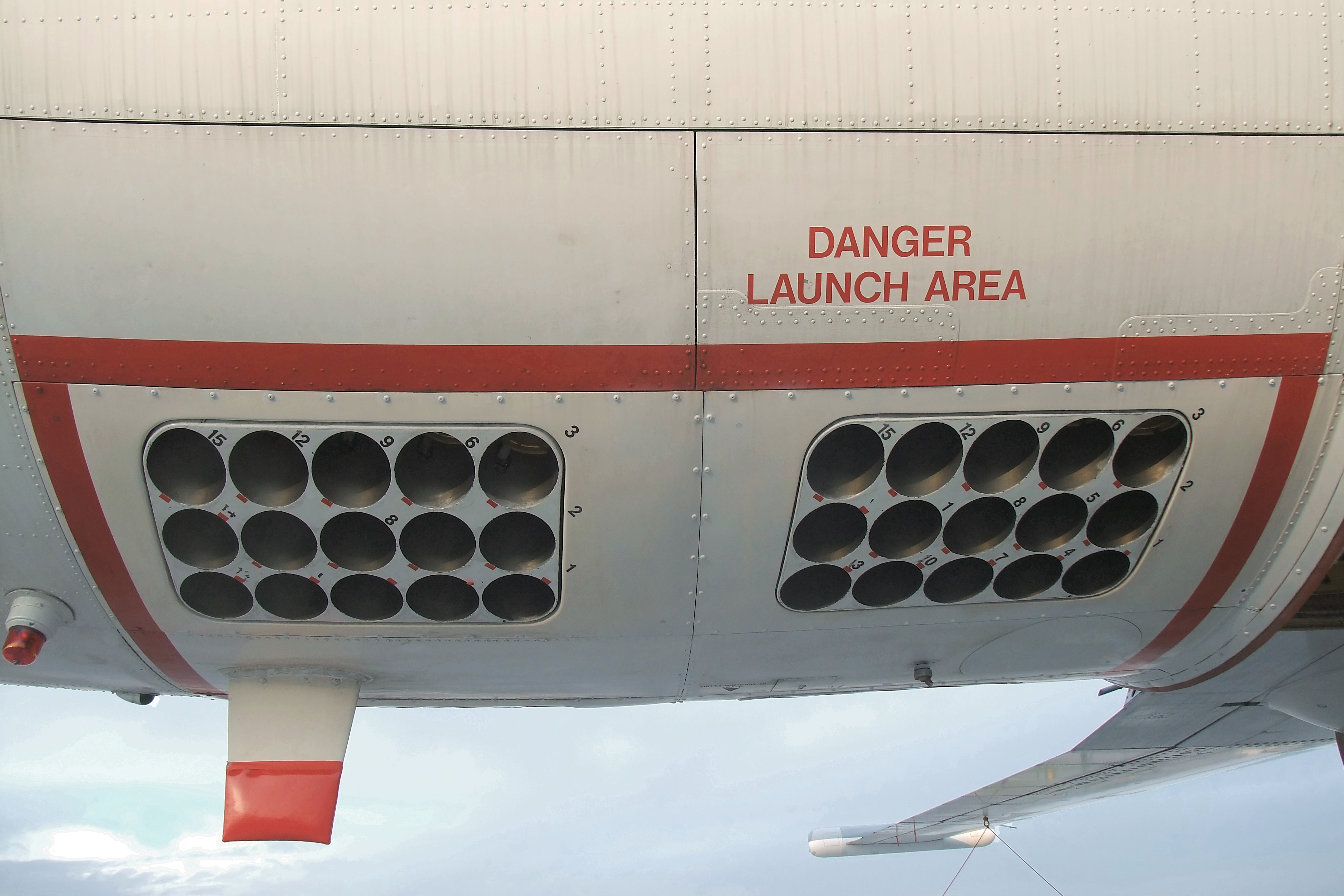
Lanceerinrichting sonarboeien
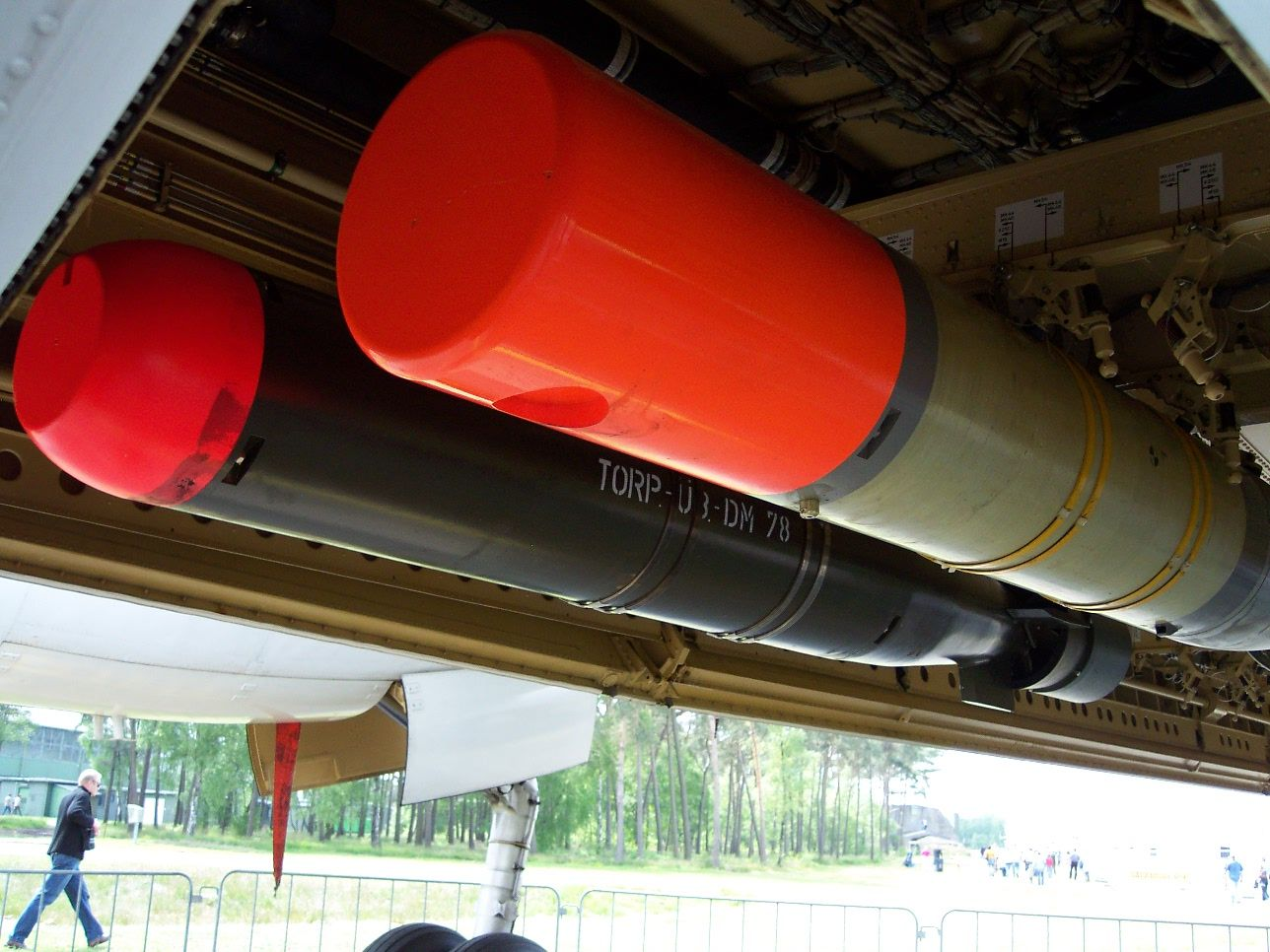
Bommenruim met twee torpedo’s